# UFC 267
UFC 267: Błachowicz vs. Teixeira fue un evento de artes marciales mixtas producido por Ultimate Fighting Championship que tuvo lugar el 30 de octubre de 2021 en el Etihad Arena en Abu Dabi, Emiratos Árabes Unidos.

## Antecedentes
Este evento tuvo lugar por la noche en Abu Dabi, que será por la mañana y por la tarde en Norteamérica. Será el primer evento no pay-per-view numerado en Estados Unidos desde UFC 138 en 2011.
Un combate por el Campeonato de peso semipesado de la UFC entre el actual campeón Jan Błachowicz (también ex Campeón de Peso Semipesado de KSW) y el ex aspirante al título Glover Teixeira estaba previsto para UFC 266. Sin embargo, el combate se retrasó a finales de junio y se espera que encabece este evento. Se espera que el ex Campeón de Peso Semipesado de Rizin, Jiří Procházka sirva de refuerzo y posible sustituto para este combate.
En este evento se esperaba la revancha del Campeonato de Peso Gallo de la UFC entre el actual campeón Aljamain Sterling y el ex campeón Petr Yan. El dúo se había enfrentado previamente a principios de este año en UFC 259 con Sterling ganando la pelea (y el título) por descalificación (golpe de rodilla ilegal intencional) en la cuarta ronda, convirtiéndose en el primer luchador en ganar un título de UFC por descalificación. Sin embargo, el 25 de septiembre, Sterling se retiró del combate por problemas de cuello. Cory Sandhagen sustituyó a Sterling y se espera que el combate determine un campeón interino.
También se esperaba un combate de peso ligero entre el ex Campeón de Peso Ligero de la UFC, Rafael dos Anjos e Islam Makhachev en el evento. El emparejamiento ha sido previamente programado y cancelado dos veces. Primero en octubre de 2020 en UFC 254 y luego dos semanas más tarde en UFC Fight Night: Felder vs. dos Anjos con ambos participantes retirándose debido a problemas separados relacionados con la salud. Sin embargo, dos Anjos se vio de nuevo obligado a retirarse del combate debido a una lesión. Fue reemplazado por Dan Hooker.
En este evento tuvo lugar un combate de peso pluma entre Zubaira Tukhugov y Ricardo Ramos. La pareja estaba programada para competir en UFC Fight Night: Edwards vs. Muhammad, pero Tukhugov se retiró por razones no reveladas.
Originalmente se esperaba un combate de peso semipesado entre el ex retador al título de peso semipesado, Volkan Oezdemir y Magomed Ankalaev en UFC Fight Night: Brunson vs. Till. Sin embargo, el combate fue pospuesto a este evento por razones desconocidas.
Se esperaba un combate de peso medio entre Alen Amedovski y Hu Yaozong. El emparejamiento estaba previamente programado para tener lugar en UFC 264, pero fue cancelado apenas horas antes de tener lugar debido a problemas de protocolo de COVID-19 en el campamento de Amedovski. Sin embargo, Amedovski fue retirado del evento por razones no reveladas y sustituido por Andre Petroski.
Se esperaba un combate de peso pluma entre Makwan Amirkhani y Tristan Connelly en el evento. Sin embargo, Connelly se retiró a principios de septiembre por razones desconocidas. Lerone Murphy intervino para sustituir a Connelly.
Un combate de peso medio entre Alessio Di Chirico y el recién llegado a la promoción, Albert Duraev fue brevemente vinculado al evento. Sin embargo, Di Chirico fue retirado de la pelea el 22 de septiembre por razones no reveladas y sustituido por Roman Kopylov.
Un combate de peso pesado entre Walt Harris y Tai Tuivasa estaba programado para este evento. Sin embargo, Harris se retiró del combate y Tuivasa fue reprogramado para enfrentar a Augusto Sakai en UFC Fight Night: Vieira vs. Tate.
Se esperaba un combate de peso ligero entre Damir Ismagulov y Magomed Mustafaev en el evento. Sin embargo, en el pesaje, Ismagulov llegó a las 163.5 libras, perdiendo el peso por 7.5 libras, por lo que el combate fue cancelado por la UFC.

## Resultados
1. ↑  Por el Campeonato de Peso Semipesado de la UFC.
2. ↑  Por el Campeonato Interino de Peso Gallo de la UFC.
3. ↑  A Zaleski se le descontó 1 punto en el tercer asalto debido a un golpe en la ingle.

## Premios de bonificación
Los siguientes luchadores recibieron bonificaciones de $50000 dólares.
- Pelea de la Noche: Petr Yan vs. Cory Sandhagen
- Actuación de la Noche:  Glover Teixeira y Khamzat Chimaev